# Artur Streiter

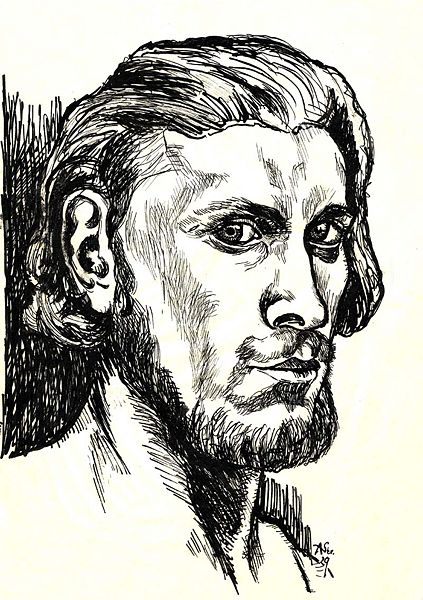
Artur Streiter Selbstporträt (1929)

Artur Streiter (geboren 17. Januar 1905 in Lichtenberg bei Berlin; gestorben 21. Oktober 1946 in Schönow) war ein deutscher Schriftsteller und Maler.

## Leben
Streiter wuchs zusammen mit einem Pflegebruder auf. Er absolvierte eine  Handwerkerlehre und eine Ausbildung zum technischen Zeichner. Als Jugendlicher verließ er sein Elternhaus und schloss sich mit 16 Jahren einer von Heinrich Goldberg gegründeten Kommune an. Nach deren Fortgang nach Frankreich und nachdem er 1925/26 mit einer Puppenspielertruppe einige Monate durch Deutschland gereist war, erwarb er das zuletzt von Goldberg genutzte Gelände im Roten Luch zwischen Rehfelde und Müncheberg und versuchte dort eine Lebenskulturgemeinschaft aufzubauen. Streiter sah sich zu dieser Zeit als Anarchist und Anarchosyndikalist, beeinflusst von Gustav Landauer, Leo Tolstoi und teilweise von Erich Mühsam. Er vertrat die These: „Ich sage nicht: so wenig Staat wie möglich, sondern betone: gar keinen Staat“. Arbeiter waren in seinen Augen Sklaven, Streik ein legitimes Mittel für die politische Revolution, die Institution Kirche eng verbunden mit staatlicher Machtausübung.
In den  1920er Jahren galt sein Interesse u. a. der Bohème und dem Vagabundentum. Er gehörte zum Kreis der Bruderschaft der Vagabunden um Gregor Gog.
Als Autodidakt veröffentlichte er in dieser Zeit zahlreiche Sachartikel, sozialkritische Prosatexte, Lyrik, künstlerische Beiträge und Buchrezensionen in diversen Zeitungen und Zeitschriften wie Besinnung und Aufbruch, „Contra“, Der Kunde, „Der Vagabund“, als Mitglied der anarcho-syndikalistischen Gewerkschaft Freien Arbeiter-Union Deutschlands auch in deren Organ Der Syndikalist.
Artur Streiter führte er eine umfangreiche Korrespondenz, u. a. mit Martin Buber, Hermann Hesse, Else Lasker-Schüler, Thomas Mann, Stefan Zweig.
1930 wurde ihm der Pachtvertrag im Roten Luch gekündigt. Daraufhin war er Mitinitiator der benachbarten Landkommune Grünhorst, der er neben Gertrud Gräser, der Tochter von Gusto Gräser, dem Maler und Schriftsteller Max Schulze-Sölde und anderen noch kurzzeitig angehörte. Die Siedlung wurde zu einem Treffpunkt der Biosophischen Bewegung um Ernst Fuhrmann und undogmatischer Sozialisten um die Zeitschrift von Franz Jungs 'Der Gegner'.
Von 1931 bis 1939 lebte Streiter wieder in Berlin. 1936 wurde er nach einer Denunziation einige Wochen im Konzentrationslager Columbia am Tempelhofer Feld inhaftiert. 1939 ließ er sich in Schönow nieder.
Artur Streiter war verheiratet und Vater von zwei Kindern. Er starb im Alter von 41 Jahren an Lungentuberkulose, die er sich während der Haft zugezogen hatte.

## Werk
Das umfangreiche lyrische Schaffen blieb größtenteils unveröffentlicht, ein Roman über Vincent van Gogh unvollendet. Auch Streiters Begabung als Kunstmaler fand keine nachhaltige Beachtung. Er hinterließ eindrucksvolle Zeichnungen in verschiedenen Techniken, so auch Porträts von Alfred Döblin, Theodor Lessing, Erich Mühsam, Rudolf Rocker, Ernst Toller und anderen bekannten Zeitgenossen. Dutzende Gemälde, die er auch auf Ausstellungen zeigen konnte, gelten als verschollen.
Sein Nachlass befindet sich im Fritz-Hüser-Institut in Dortmund.

## Selbstständige Veröffentlichungen
- Der Kriegsverräter Heinz Elm-Mann. Zu den Versen eines Soldaten. Werk–Tat Verlag, Berlin 1932
- Wanderungen im Lande des Chinesen Dschu ang dsi. Steinklopfer Verlag, Berlin 1933

## Vorträge (Auswahl)
- Heimatlose Religionsgründer. Vagabundenabend im Jugendheim Berlin-Osten am 15. Mai 1928.

## Ausstellungen (Auswahl)
- Vagabunden-Kunstausstellung Stuttgart 1929, Kunsthaus Hirrlinger